# Bibliotheca Van der Linde-Niemeijeriana
De Bibliotheca Van der Linde-Niemeijeriana is een schaak- en damcollectie van de Nederlandse Koninklijke Bibliotheek te Den Haag. Met een verzameling van zo'n 35.000 titels is het een van de grootste en belangrijkste publieke schaakcollecties ter wereld.
De naam verwijst naar de twee grootste leveranciers die aan de basis van de collectie hebben gestaan: Antonius van der Linde die een kleine 1000 titels aan de bibliotheek heeft verkocht; en Meindert Niemeyer, die een kleine driekwart eeuw later zo'n 7000 titels heeft gedoneerd.

## Geschiedenis

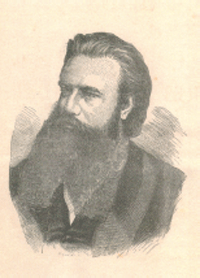
Houtgravure van Antonius van der Linde. Frontispice van zijn Beginselen van het schaakspel, Utrecht 1876.

Antonius van der Linde (1833–1897) woonde van 1867 tot 1871 in Den Haag. In die periode was hij een frequente bezoeker van de Koninklijke Bibliotheek. In de tweede helft van de negentiende eeuw raakte hij een flinke hoeveelheid van zijn vermogen kwijt en was hij genoopt zijn schaakcollectie te verkopen. De Koninklijke Bibliotheek kreeg in 1875 van de ministerie van Binnenlandse Zaken toestemming om deze collectie van ruim 800 schaakboeken voor 3000 gulden op te kopen. De bibliotheek bezat toen al een flinke schaakcollectie, maar de opname van deze collectie wordt als de basis gezien van de Bibliotheca Van der Linde-Niemeijeriana.
Meindert Niemeijer (1902–1987) verzamelde zijn hele leven schaakboeken. Al op jonge leeftijd had hij een verzameling van honderden titels. Veel later kreeg hij ook publicaties uit de Sovjet-Unie te pakken. In 1942 zou zijn huis in Wassenaar gevorderd worden door de Duitsers en in anticipatie hierop heeft hij zijn collectie, dat toen meer dan 6000 titels bevatte en daarmee de grootste ter wereld in particulier bezit was, verhuisd naar de Koninklijke Bibliotheek, destijds gelegen aan het Haagse Lange Voorhout. Niemeijers nieuwe aanwinsten werden sindsdien eveneens in de bibliotheek bijgezet.
In 1948 droeg Niemeijer zijn verzameling, inmiddels uitgegroeid tot 7000 titels, definitief over aan de Koninklijke Bibliotheek. Het moet in deze periode geweest zijn dat Niemeijer in een contract liet vastleggen dat zijn boeken onder de noemer van 'Van der Linde-Niemeijer schaakboekerij' bijeengebracht zouden worden met de reeds in de bibliotheek aanwezige schaak- en damboeken. Het was de aanzet tot de huidige naam van de collectie.
Hoewel er ook damboeken in de verzamelingen van Van der Linde en Niemeijer zaten, kon de Bibliotheca Van der Linde-Niemeijeriana pas serieus van een schaak- en damcollectie spreken toen het, op initiatief van het toen aan het instituut werkende dammer Karel Wendel Kruijswijk de verzameling van 500 damtitels ontving van Godefridus Gortmans (1894–1956), een fervente damproblemist wiens werk tot na zijn overlijden veelvuldig in kranten gepubliceerd werd.
Anno 1999 had de bibliotheca de grootste damcollectie ter wereld; en de op een na grootste schaakcollectie: alleen de John G. White Chess and Checkers Collection van het Cleveland Public Library in de Verenigde Staten was toen groter.
In 2007 werd de damcollectie verder uitgebreid met ongeveer 1500 titels en tijdschriften, een schenking uit de verzameling van de toen net overleden Ton van den Elzen (1928–2006), een fanatieke dammer. Met name de clubbladen uit zijn collectie zijn van grote waarde.

## Beschrijving

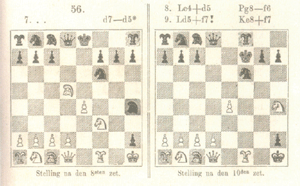
Het ‘gambiet der drie pionnen’, oorspronkelijk gepubliceerd in 1737 door de Syriër Philip Stamma. Uiteenzetting in Van der Linde, Beginselen van het schaakspel, Utrecht 1876.

De KB betrok in 1982 het pand aan de Prins Willem-Alexanderhof 5. De schaak- en dampublicaties stonden aanvankelijk in een moeilijk te bereiken ruimte op de vierde verdieping. In het begin van de vroege jaren negentiennegentig werden ze ondergebracht in een toegankelijkere leeszaal op de tweede verdieping, maar die was op een gegeven moment te klein en in 2004 werd de collectie verplaatst naar een paviljoen. In 2013 werd een deel van de leeszaal op de eerste verdieping toegevoegd. Tegenwoordig is de indeling als volgt:
In de schaak- en damleeszaal bevinden zich een schaak- en een dambord, alsook een schaaktafel vervaardigd door psychiatrische patiënten van zorgcentrum Parnassia voor Gemeentemuseum Den Haag. Het is een kopie van een ontwerp dat de Russische kunstenaar Alexander Rodchenko in 1925 maakte. De speelborden zijn omringd door naslagwerken en biografieën van schakers en dammers.
In de open opstelling bevinden zich actuele jaargangen van ongeveer hondervijftig schaak- en damtijdschriften, zoals het Russische ШахмаmнЬіŭ БЮППеНmЬ (Šachmatnyj Bjulleten'), het British Chess Magazine en het Italiaanse L'ltalia Scacchistica. Ook zijn er tijdschriften over correspondentieschaak (Fjernsjakk. Organ for Norges Fjernsjakkforbund), probleemschaak (Problem-Forum. Zeitschrift für Freunde des Problemschachs) en computerschaak (International Computer Games Association Journal). Verder zijn er tijdschriften over bordspelen als dammen en go. Tevens bevindt zich hier een klein aantal publicaties uit de anderszins aanzienlijke bridgecollectie die het KB rijk is.
In het algemene magazijn bevinden zich schaak- en damtitels die niet uitgeleend worden, maar in de bijbehorende leeszaal kunnen worden ingezien.
Het magazijn Bijzondere Collecties bevat bijzondere schaak- en damboeken zoals drukwerk van voor de negentiende eeuw, en zeldzame werken zoals handschriften, alsook boeken die ooit door Van der Linde en Niemeijer geschonken zijn. Deze werken worden niet uitgeleend, maar kunnen worden geraadpleegd in leeszaal Bijzondere Collecties.

## Topstukken

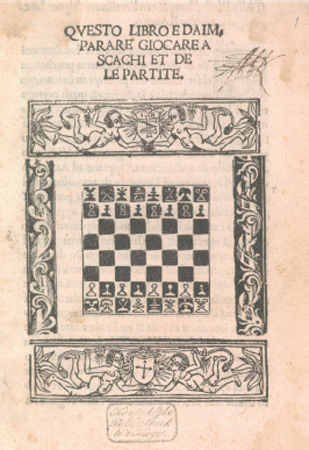
Voorblad van, Questo libro e da imparare giocare a scachi et de le partite, Rome 1512

Enkele topstukken die te vinden zijn in de Bibliotheca Van der Linde-Niemeijeriana:
- Jacobus de Cessolis, De ludo scachorum, Utrecht 1474. Dit boek is feitelijk een bundel preken waarin het schaakspel als basis en analogie wordt gebruikt. In deze moralisering van het schaken zijn de schaakstukken symbolische voorstellingen van deugden. De oudste versies van De ludo scachorum werd in 1473 of 1474 geproduceerd door Nicolaus Ketelaer en Gerardus de Leempt, in Utrecht. In de collectie bevindt zich ook een vertaling in handschrift op perkament uit de tweede helft van de vijftiende eeuw onder de titel Der bedudinghe op dat scaecspel.
- Pedro Damiano, Questo libro e da imparare giocare a scachi et de le partite, 1512. In dit boek worden de spelregels van het destijds nog in ontwikkeling zijnde schaakspel uitgelegd. Dit boek is het oudste waarin wordt aangegeven dat het veld rechtsonder wit dient te zijn.
- Pedro Ruíz Montero, Libro del juego de las damas vulgarmente nombrado el marro, Valencia, 1591. Dit boek is het oudst bewaard gebleven damboek ter wereld en zijn hiervan slechts vier exemplaren bekend.
- David Friedmann (1893–1980), Köpfe berühmter Schachmeister, een serie schaakmeesterportretten getekend in de vroege 20e eeuw, op de kop getikt door Niemeyer.[6]
- Takako Saito, Book chess no. 1. Düsseldorf 1999. Een schaakspel waar zowel het bord als de stukken bestaan uit kleine boekjes.
- David en Alessandra De Lucia, Bobby Fischer uncensored, Darian 2009